# Phlyctiscapha
Phlyctiscapha is een geslacht van uitgestorven kreeftachtigen uit de klasse van de Ostracoda (mosselkreeftjes).

## Soorten
- Phlyctiscapha (Impostor) pellax (Zanina, 1960) Kotschetkova & Tschigova, 1987 †
- Phlyctiscapha (Impostor) subpellax Kotschetkova & Tschigova, 1987 †
- Phlyctiscapha apleta Kesling, 1954 †
- Phlyctiscapha dubia Smith, 1987 †
- Phlyctiscapha glabra Zheng, 1982 †
- Phlyctiscapha keslingi Copeland, 1962 †
- Phlyctiscapha lebedianica Tschigova, 1963 †
- Phlyctiscapha minuta Tschigova, 1977 †
- Phlyctiscapha modica Zenkova, 1988 †
- Phlyctiscapha pusilla Gurevich, 1972 †
- Phlyctiscapha rockportensis Kesling, 1953 †
- Phlyctiscapha subovata Smith, 1956 †
- Phlyctiscapha triangulata Wang (S.), 1983 †
- Phlyctiscapha xiangzhouensis Wang (S.), 1983 †